# خانه عبدالغفور ظریف چای‌فروش
خانه عبدالغفور ظریف چای فروش مربوط به دوره قاجار است و در یزد، کوی یوزداران، کوچه نواب روبروی، بوستان فهادان واقع شده و این اثر در تاریخ ۹ اردیبهشت ۱۳۸۲ با شمارهٔ ثبت ۸۵۳۹ به‌عنوان یکی از آثار ملی ایران به ثبت رسیده است.